# Metretopus alter
Espèce
Metretopus alter est une espèce d'insectes appartenant à l'ordre des éphéméroptères.